# Sergej Kameněv
Sergej Sergejevič Kameněv (rusky Сергей Сергеевич Каменев; 4. dubnajul./ 16. dubna 1881greg. Kyjev – 25. srpna 1936 Moskva) byl sovětský vojenský velitel.

## Životopis

### Mládí
Narodil se do rodiny vojenských inženýrů. V roce 1898 vystudoval Vladimirský Kyjevský sbor vojenských kadetů. Téhož roku nastoupil na Alexandrovskou vojenskou školu v Moskvě. Ze školy vystoupil jako nadporučík. V roce 1907 absolvoval Nikolajevskou vojenskou akademii generálního štábu v Petrohradě. Téhož roku byl povýšen do hodnosti kapitána a sloužil u 165. luckého pěšího pluku. Přitom učil v Kyjevě na vojenské škole, kde učil taktiku a topografii.

### První světová válka
Za první světové války byl velitelem regimentu. V roce 1917 se Kameněv seznámil s kruhem lidí okolo Grigorije Zinovjeva a Lenina, o kterých řekl, že na něj „udělali ohromující dojem, že mu otevřeli nové obzory“.
Dne 4. dubna 1917 byl Kameněv zvolen do funkce velitele 30. pěšího poltavského pluku. Během červencové krize prozatímní vlády byl spolu se Lvem Trockým zatčen. Od 25. listopadu 1917 byl náčelníkem štábu 15. armádního sboru. Do dubna 1918 byl náčelníkem štábu 3. armády, přitom byl povýšen na pozici v armádním výboru. Ke konci války bojoval proti Němcům.

### Občanská válka
Od dubna 1918 byl v Rudé armádě. Od června byl velitel 1. pěší divize ve Vitebsku. S občasnými přestávkami byl v letech 1918-1919 velitelem na Volze a Uralu. Zde se ukázal v bojích proti admirálu Kolčakovi Kameněvův vojenský talent.
Kameněv se účastnil Polsko-sovětské války. S jeho účastí byla potlačena povstání v Karélii, Buchaře, Ferganě a Tambově.

### Služba v Rudé armádě
Po válce vyučoval na Frunzeho vojenské akademii a stal se sekretářem lidového komisaře vojenství a námořnictva.
Zemřel 25. srpna 1936 na infarkt. Urna s jeho popelem byla s vojenskými poctami pohřbena v Kremelské zdi. Krátce po jeho smrti došlo v letech 1937–1939 k vlně čistek v Rudé armádě. Kameněv byl obviněn z účasti na „vojensko-fašistickém spiknutí“ a jeho jméno bylo vymazáno z oficiální historie občanské války. Kdyby v tu dobu žil, pravděpodobně by skončil podobně jako Michail Tuchačevskij, Alexandr Jegorov nebo Jeronim Uborevič.
Teprve v roce 1956 byl Kameněv rehabilitován, jeho úloha v občanské válce je však značně pozapomenuta.